# Eva Maria Belser
Eva Maria Belser (* 26. Juni 1970 in Luzern) ist eine Schweizer Rechtswissenschaftlerin.

## Leben
Sie ist Inhaberin des Lehrstuhls für Staats- und Verwaltungsrecht der Rechtswissenschaftlichen Fakultät der Universität Fribourg. Sie forscht zum schweizerischen und vergleichenden Verfassungsrecht, Föderalismus, Dezentralisierung und Globalisierung, Menschen- und Minderheitenrechten, Demokratie und Rechtsstaatlichkeit sowie zu Verfassungsgebungs- und Friedensprozessen.
Maria Belser ist Mitglied im Netzwerk Wissenschaftsfreiheit.
Sie ist verheiratet und hat zwei Kinder.

## Schriften (Auswahl)
- Freiheit und Gerechtigkeit im Vertragsrecht. Freiburg im Üechtland 2000, ISBN 3-7278-1316-4.
- The white man's burden. Arbeit und Menschenrechte in der globalisierten Welt. Bern 2007, ISBN 3-7272-9134-6.
- mit Bernhard Waldmann (Hg.): Mehr oder weniger Staat? Festschrift für Peter Hänni zum 65. Geburtstag. Bern 2015, ISBN 978-3-7272-2972-5.
- mit Bernhard Waldmann und René Wiederkehr: Staatsorganisationsrecht. Zürich 2017, ISBN 3-7255-7385-9.